# Vambora lá Dançar
Vambora Lá Dançar é o 31º álbum da cantora brasileira Elba Ramalho, lançado em 2013.

## Faixas
1. Embolar na Areia (Herbert Azul)
2. Deitar e Rolar (Antônio Barros, Cecéu)
3. Frevo Meio Envergonhado (Monique Kessous)
4. Quando Fecho os Olhos (Chico César, Carlos Rennó)
5. Por Que Tem Que Ser Assim? (Chico Pessoa, Cezzinha Thomaz)
6. Não Chora, Não Chora Não (Petrúcio Amorim)
7. Amor de Bumba-Meu-Boi (Rogério Rangel)
8. Fibra de Cristal (Sérgio Sá)
9. Mucuripe (Fagner, Belchior)
10. Onde Deus Possa Me Ouvir (Vander Lee)
11. Tu de Lá, Eu de Cá (Antônio Barros, Cecéu)
12. Na Rede (Nando Cordel)
13. Minha Vida é Te Amar (Dominguinhos, Nando Cordel)
14. Forró Brasileiro (Cezzinha Thomaz, Fábio Simões)